# Medal of Honor (serie)

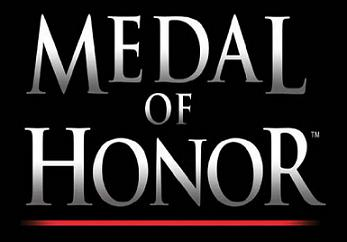
Logo

Medal of Honor (MoH) è una serie di videogiochi di tipo sparatutto in prima persona ambientata nella seconda guerra mondiale, ad esclusione di Medal of Honor (2010) e di Medal of Honor: Warfighter, ambientati nel presente. Il primo gioco della saga fu sviluppato da DreamWorks Interactive (conosciuta ora come EA Los Angeles) e pubblicato da Electronic Arts nel 1999 per PlayStation.
Medal of Honor diede vita ad una lunga serie di seguiti ed espansione per console, Microsoft Windows e macOS.

## Serie

### Storica
- Medal of Honor
- Medal of Honor: Underground
- Medal of Honor: Allied Assault
- Medal of Honor: Frontline
- Medal of Honor: Rising Sun
- Medal of Honor: Infiltrator
- Medal of Honor: Pacific Assault
- Medal of Honor: European Assault
- Medal of Honor: Heroes
- Medal of Honor: Vanguard
- Medal of Honor: Airborne
- Medal of Honor: Heroes 2
- Medal of Honor (2010)
- Medal of Honor: Warfighter
- Medal of Honor: Above and Beyond

### Espansioni
- Medal of Honor: Spearhead (espansione di Allied Assault)
- Medal of Honor: Breakthrough (espansione di Allied Assault)